# Mantispa taina
Mantispa taina är en insektsart som först beskrevs av Alayo 1968.  Mantispa taina ingår i släktet Mantispa och familjen fångsländor. Inga underarter finns listade i Catalogue of Life.